# 박성준 (정치인)
박성준(朴省俊, 1969년 4월 23일~)은 대한민국의 방송인 출신 정치인으로, 제21·22대 국회의원이다.
1996년 KBS 23기 공채 아나운서로 입사해서, KBS대전방송총국에서 근무하였다. 2011년 JTBC 개국 때 JTBC 아나운서로 이적하였고, 2020년 1월 30일 퇴사하였다.
2020년 2월 2일 고민정, 박무성, 한준호와 함께 더불어민주당을 입당하였다. 2020년 4월 15일 중구·성동구 을에서 국회의원에 당선이 되었고, 2024년 4월 10일 제22대 총선에서 재선되었다.

## 학력
- 금산동국민학교 졸업
- 금산중학교 졸업
- 대전명석고등학교 졸업(1988년)
- 한국외국어대학교 정치외교학과 학사(1989년 3월~1994년 2월, 89학번)
- 충남대학교 대학원 정치외교학과 정치학 석사(2002년 2월 취득, 2000년 입학)
- 성균관대학교 대학원 정치외교학과 정치학 박사(2010년 취득, 2003년 2월 입학)

## TV
- KBS대전 1TV 아침마당 대전
- KBS대전 2TV KBS 네트워크
- JTBC 시청자 의회(2014년 1월 4일~10월 24일 / 2015년 2월 20일~3월 6일 / 2015년 4월 24일~7월 3일 / 2015년 12월 11일~2020년 1월 10일)
- JTBC 박성준의 직격토론
- JTBC 뉴스 아침&(2014년 3월 24일~2015년 7월 10일)
- JTBC 뉴스현장(2014년 9월 22일~2015년 1월 2일 / 2015년 7월 13일~12월 31일)
- JTBC 진실 추적자 탐사코드(2011년 12월 4일~2013년 7월 26일)
- JTBC 사건반장 (2016년 1월 4일 ~ 2020년 1월 15일)

## 수상
- 2020 한국신문방송인클럽 대한민국 뉴리더대상 의정부문 대상
- 2020 국정감사 우수의원상
- 2021 대한민국 국회 의정대상 정책연구부문 우수연구단체 (약자의 눈)
- 2022 제2회 대한민국 국회 의정대상 정책연구부문 우수연구단체 (약자의 눈)
- 2022 대한민국 최우수 법률상
- 2023 더불어민주당 당대표 1급 포상 표창
- 2024 제3회 대한민국 국회 의정대상 정책연구부문 우수연구단체 (약자의 눈)
- 2024 대한민국 인권대상

## 출판
- 2013 한국의 미래전략 (고전과 과학기술에 묻다)
- 2015 정치언어의 품격
- 2022 스피치의 정치 (역대 대통령 후보에게 배우는)

## 경력
- 1996년: KBS 공채 23기 아나운서
- KBS 대전방송총국 아나운서
- JTBC 편성실 아나운서팀장
- JTBC 보도총괄 아나운서팀장
- 배재대학교 겸임교수
- 동국대학교 겸임교수
- 2020년 1월~2020년 5월: 더불어민주당 중앙당 부대변인
- 2020년 4월 15일: 대한민국 제21대 국회의원 선거 당선(서울 중구·성동구 을, 더불어민주당, 초선)
- 2020년 5월~: 더불어민주당 서울특별시당 중구·성동구 을 지역위원회 위원장
- 2020년 5월~2021년 4월: 더불어민주당 원내대변인
- 2022년 8월~2024년 4월: 더불어민주당 대변인
- 2024년 4월~2024년 5월: 더불어민주당 수석대변인
- 2024년 4월 10일: 대한민국 제22대 국회의원 선거 당선(서울 중구·성동구 을, 더불어민주당, 재선)
- 2024년 5월~2025년 6월: 더불어민주당 원내운영수석부대표
- 2024년 10월~: 더불어민주당 서울특별시당 수석부위원장

### 의정 활동
- 2020년 5월 30일~2024년 5월 29일: 제21대 국회의원(서울 중구·성동구 을, 더불어민주당, 초선)
  - 2020년 6월~2021년 4월: 제21대 국회 전반기 운영위원회 위원
  - 2020년 6월~2021년 1월: 제21대 국회 전반기 국방위원회 위원
  - 2020년 7월~2024년 5월: 국회 4차산업혁명포럼 구성의원
  - 2021년 1월~2022년 4월: 제21대 국회 전반기 법제사법위원회 위원
  - 2021년 10월~2021년 11월: 제21대 국회 감사원장(최재해) 임명동의에 관한 인사청문특별위원회 위원
  - 2022년 2월~2022년 3월: 제21대 국회 전반기 예산결산특별위원회 위원
  - 2022년 4월~2022년 5월: 제21대 국회 전반기 기획재정위원회 위원
  - 2022년 7월~2024년 5월: 제21대 국회 후반기 정무위원회 위원
- 2024년 5월 30일~: 제22대 국회의원(서울 중구·성동구 을, 더불어민주당, 재선)
  - 2024년 6월~: 제22대 국회 전반기 교육위원회 위원
  - 2024년 6월~2025년 6월: 제22대 국회 전반기 국회운영위원회 간사

## 역대 선거 결과
|  | 51.96% |

|  | 50.81% |

## 소속 정당
| 소속 정당 | 소속 정당    | 소속 기간 | 비고      |
| --------- | ------------ | --------- | --------- |
|           | 더불어민주당 | 2020~현재 | 정계 입문 |

## 같이 보기
- 서울 성동구의 국회의원
- 서울 중구의 국회의원
- 중구·성동구 을